# Burg Schopfloch
Die Burg Schopfloch ist eine abgegangene mittelalterliche Motte auf einem exponierten Hügel am Rande der Hochfläche des Ortskerns von Schopfloch im mittelfränkischen Landkreis Ansbach in Bayern. Die relativ kompakte ehemalige Burganlage südwestlich der Kirche ist mit einem neuzeitlichen Schulhaus überbaut, das als heute Sitz der Ortsverwaltung genutzt wird.

## Geschichte
Die Burg war Sitz der seit 1260 urkundlich nachweisbaren Herren von Schopfloch und ging von den Grafen von Hohenlohe zu Lehen. 1390 kam die Burg als Lehen der Markgrafen von Ansbach an Lutz von Ellrichhausen. 1485 wurde sie durch Claus Zobel von Guttenberg an Hans von Haldemannstetten verkauft, kam aber 1516 wieder an die Herren von Ellrichhausen zurück. Zwischen 1606 und 1616 gehörte sie dem Dinkelsbühler Bürger Peter Mayer, dessen Witwe sie dann an die Markgrafen von Ansbach verkaufte. Das Schloss diente in der Folgezeit als Sitz einer Vogtei innerhalb des Oberamtes Feuchtwangen. 1813 wurden die Grabengrundstücke an die Besitzer der angrenzenden Parzellen verkauft. 1867 wurde auf dem Burghügel ein Schulgebäude errichtet, das heute als Rathaus dient.

## Beschreibung
Obwohl die Burg durch das heutige Rathaus überbaut ist, sind Reste von ihr deutlich im Gelände erkennbar. Im Norden und Westen erhebt sich das ca. 30 × 25 m große Burgplateau noch bis zu 6 m über die Umgebung. Im Westen ist der Graben als 1,5 m tiefe Senke erkennbar. Um das Plateau verläuft noch die Ringmauer mit einem Schalenturm im Südwesten. Der ehemalige Zugang erfolgte über den flachen Aufstieg im Osten.
Nach Aufzeichnungen aus dem Jahr 1705 umfasste der Gebäudebestand damals ein Hauptgebäude mit zwei jüngeren Anbauten, Stallungen, ein Badstüblein, zwei Getreidespeicher und einen Brunnen. Umgeben war der Burghügel von der Ringmauer, einem teilweise Wasser führenden Graben und einem Bretterzaun.